# Baños de Agua Santa
Baños de Agua Santa, ook wel kortweg Baños genoemd, is een kleine stad en een parochie (parroquia) in Ecuador in het kanton Baños. Het is een toeristische stad, in het dal van de Pastaza-rivier. De weg vanuit Baños door het Pastaza-dal naar Puyo is een veelgebruikte route naar het Amazonegebied. De stad staat dan ook bekend als de Toegang tot de Amazone.
Het klimaat is er vochtig, met een gemiddelde temperatuur van 17°C. Jaarlijks valt er omstreeks 1.300 mm regen, in korte harde regenbuien.
De naam Baños de Agua Santa betekent Baden van het Heilige Water of soepeler gezegd wijwaterbaden, waarmee verwezen wordt naar de vulkanische warmwaterbronnen die rondom Baños ontspringen.

## Geschiedenis

### Pre-Inca- en Incatijdperk
In het gebied van het huidige Baños leefden verschillende ayllu’s, die zich er vanuit het Amazonegebied vestigden. Zij leefden van de jacht en de landbouw en onderhielden onderlinge handelsrelaties.
In de vijftiende eeuw veroverde de Incaleider Túpac Yupanqui het gebied, na hevig verzet van de oorspronkelijke bevolking. Zijn zoon en opvolger Huayna Capac bezocht regelmatig de vulkanische bronnen in het gebied. Hij verdeelde vlak voor zijn overlijden in 1527 zijn rijk onder zijn twee zonen Atahualpa en Huáscar, hetgeen leidde tot een verbeten strijd tussen de twee halfbroers waarbij Huáscar door Atahualpa werd gedood. De regio van Baños was bij de verdeling onder de heerschappij van Atahualpa gevallen, maar het werd een toevluchtsoord voor diens tegenstanders.
In 1534 werd Atahualpa op zijn beurt verslagen door Spaanse conquistadores, onder leiding van Francisco Pizarro. Het gebied maakte sindsdien deel uit van het Spaanse koloniale rijk. Nog steeds wordt in het gebied aangenomen dat in het bij Baños gelegen slecht toegankelijke nationaal park Llanganates de schat ligt verborgen waarmee Atahualpa, tevergeefs, zou hebben geprobeerd zich vrij te kopen van de Spanjaarden.

### Koloniale periode
De eerste schriftelijke vermelding van Baños dateert uit 1535. Het cabildo San Francisco de Quito, dat in 1534 in het leven was geroepen, schreef toen over “het gebied van de grote rivier naar Quito, ofwel het gebied Baños”. Het gebied werd toen vooral van belang geacht vanwege het goud dat er werd aangetroffen, al bleek bij een mislukte expeditie in 1541 dat het door de slechte toegankelijkheid moeilijk was om het gebied daadwerkelijk te ontginnen.
Begin 1553 vestigden zich dominicaner monniken in het gebied, met het doel de indianen in het Amazonegebied tot het christendom te bekeren. Zij gebruikten hun nederzetting Pueblo del Espíritu Santo o los Baños del Oriente (Dorp van de Heilige Geest of de Baden van het Oosten) als uitvalsbasis. Het eerste kleine klooster in het gebied, de Ermita de la Virgen of Ermita de Baños, werd kort daarna gebouwd. In 1589 kwam de nederzetting onder jurisdictie van het nabijgelegen Riobamba, dat in 1534 was gesticht en daarmee de oudste stad in het moderne Ecuador werd.
In 1697 kreeg Baños weer enige zelfstandigheid, toen op aandringen en met financiële hulp van plaatselijke notabelen en grondbezitters drie geestelijken permanent hun intrek namen in het plaatselijke klooster, dat tot dan toe slechts als tijdelijk onderkomen werd gebruikt voor geestelijken uit Riobamba.
Vanaf 1756 werd Baños bestuurd vanuit Ambato, dat in 1698 opnieuw was gesticht nadat het door een aardbeving van de kaart was geveegd en dat sindsdien een snelle groei had doorgemaakt. Baños werd daardoor meegesleept in de ontwikkeling van Ambato. Het koloniale bestuur ontdekte dat vanuit Baños een toegang naar het Amazonegebied mogelijk was, waar begerenswaardige producten zoals kaneel te vinden waren. Het stadje werd daardoor een pleisterplaats voor handelaren en reizigers. Ook onder de dominicaner monniken groeide de activiteit, doordat indianen die uit het achterland kwamen om in Baños hun producten te verkopen tijdens hun verblijf in het stadje bekeerd konden worden.
De toegang tot de Amazone was overigens geen eenvoudige route. Pas in de twintigste eeuw werd er een weg aangelegd tussen Baños en Puyo. Toen de Engelse botanicus Richard Spruce in 1857 van Canelos (een nederzetting onder Puyo) naar Baños trok, deed hij daar drie maanden over.
In 1780 bereikte het verzet tegen het Spaanse bewind dat in Quito was gestart en dat verhevigde door de executie van de laatste Incaleider Túpac Amaru, in Baños een hoogtepunt. Het leidde tot opstanden, gevechten en executies. De opstand werd neergeslagen door de in de regio als buitengewoon wreed bekendstaande generaal Baltazar Carriendo.

### Onafhankelijkheid
Op 12 november 1820 verklaarde Ambato zich onafhankelijk, in navolging van de stad Guayaquil die dat op 9 oktober van dat jaar als eerste had gedaan. Om de onafhankelijkheid te effectueren sloot Ambato zich aan bij de troepen van Guayaquil. Anders dan in die stad ging in Ambato en het bijbehorende Baños de onafhankelijkheid met een bloedige strijd gepaard. In 1822 tekenden vrijheidsstrijders Simón Bolívar en José de San Martín een overeenkomst waardoor het gebied werd opgenomen in Groot-Colombia. Na het uiteenvallen van deze staat in 1830 ging Ambato met Baños deel uitmaken van Ecuador. Baños had toen ongeveer 1.000 inwoners.

### Moderne geschiedenis
Aan het eind van de negentiende eeuw vestigde de Belgische priester en filantroop Thomas Cornelis Halflants zich in Baños. Hij financierde onder meer de bouw van een nieuw klooster en van meerdere bruggen over de Pastaza, en de aanleg van een waterleiding.
In 1929 reden de eerste auto’s in Baños en in 1937 kreeg het stadje elektriciteit.
Op 2 december 1944 riep een comité van notabelen Baños uit tot hoofdstad van het kanton Baños in de provincie Tungurahua. Op 16 december werd dit door president José María Velasco Ibarra erkend. Baños kreeg daardoor een eigen gemeentebestuur, dat op 21 januari 1945 in functie trad.

## Aardbevingen en vulkaanuitbarstingen

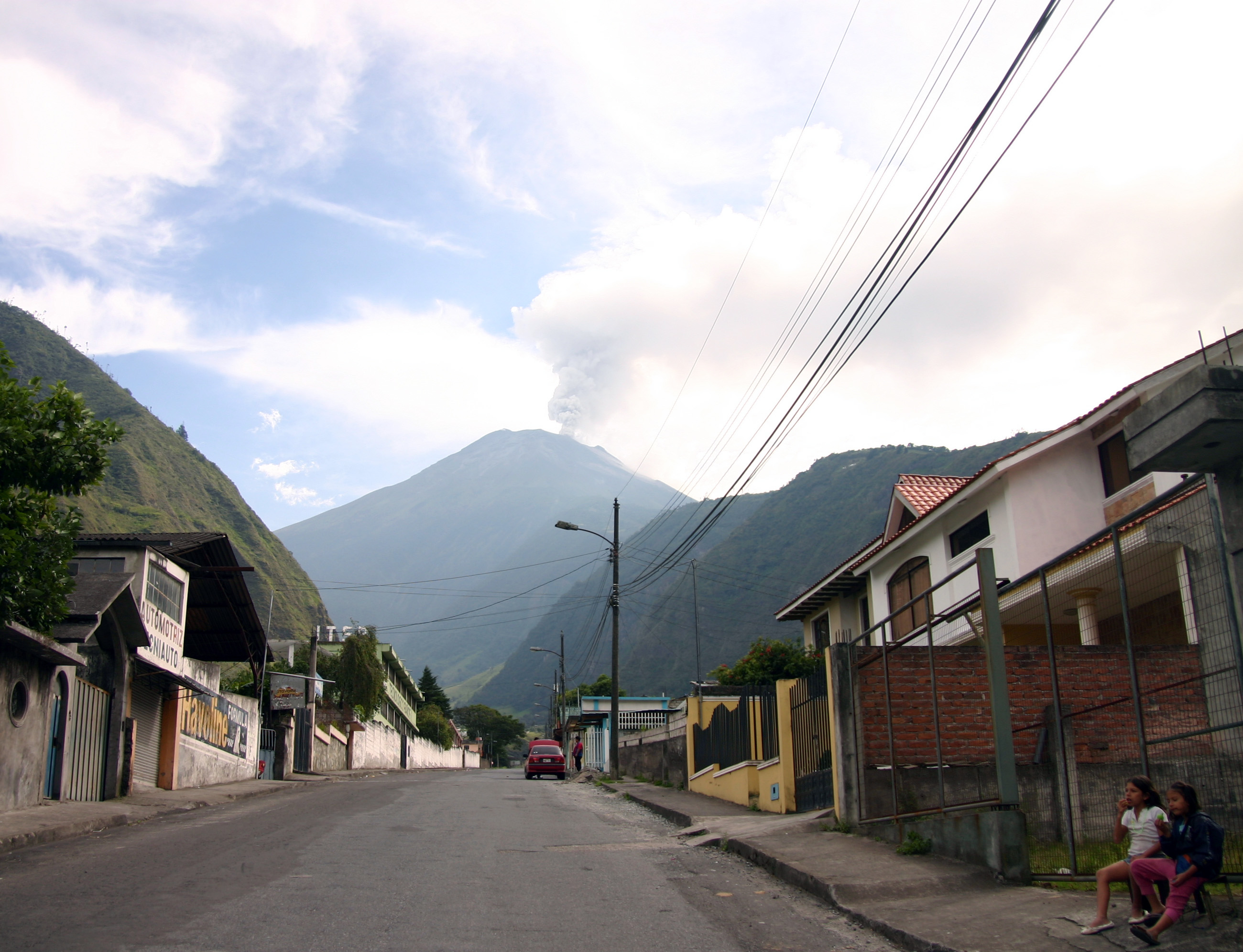
Actieve Tungurahua boven Baños. Januari 2010.

Baños ligt aan de voet van de actieve vulkaan Tungurahua. Bij erupties veroorzaakt het opkomende magma aardschokken in het nabijgelegen stadje. De weg tussen Baños en Riobamba, direct onder de Tungurahua langs, wordt vaak afgesloten vanwege vulkanische activiteit. Bovendien wordt het gebied regelmatig door aardbevingen getroffen. De geschiedenis van Baños wordt dan ook getekend door vulkaanuitbarstingen en aardbevingen.
In 1773 vernietigde een grote uitbarsting een groot deel van Baños en alle omringende kleinere dorpjes. Inwoners wisten zich te redden door zich te verschuilen in de kerk, die gespaard bleef, of door via de Pastaza-rivier te vluchten. Na deze uitbarsting vestigden veel overlevenden zich in Baños, in plaats van opnieuw in omringende dorpen te gaan wonen.
In 1797 werd het stadje opnieuw getroffen, deze keer door een aardbeving die meer dan 400 doden tot gevolg had. Generaal Baltasar Carriendo, die in 1780 in Baños een opstand had neergeslagen, overleed bij die gelegenheid. Hij werd bedolven onder het puin van zijn landgoed.
Op 5 augustus 1949 raakte Baños geïsoleerd als gevolg van een grote aardbeving in Ecuador. De meeste slachtoffers vielen daardoor na de aardbeving zelf, doordat het stadje niet meer bereikbaar was.
Eind 1999 werd Baños op aanraden van vulkanologen geëvacueerd en afgesloten. Bij de uitbarsting bleef het stadje echter gespaard. De bewoners keerden na enkele maanden terug, tegen de verordening van de autoriteiten in. Er viel een dode bij de onrusten die daarmee gepaard gingen.
De hevigste uitbarsting sindsdien was in 2006, toen op 16 augustus zes doden vielen en 4.000 mensen werden geëvacueerd. Verschillende dorpen in de buurt werden volledig verwoest. Sindsdien zijn verschillende kleinere uitbarstingen gevolgd.

## Beschermheilige

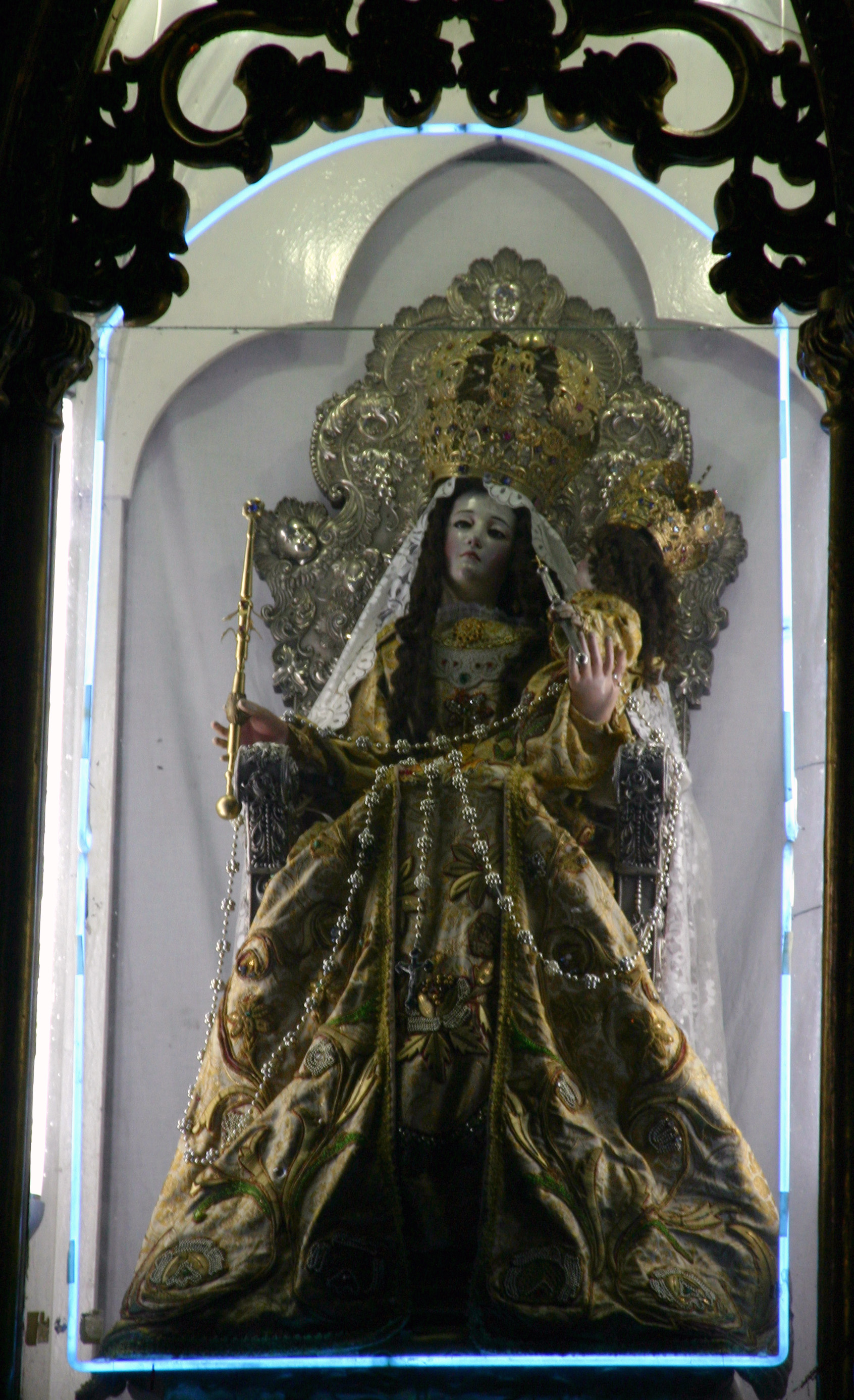
Nuestra Señora del Rosario de Agua Santa, op het altaar in de kerk van Baños. Januari 2010.

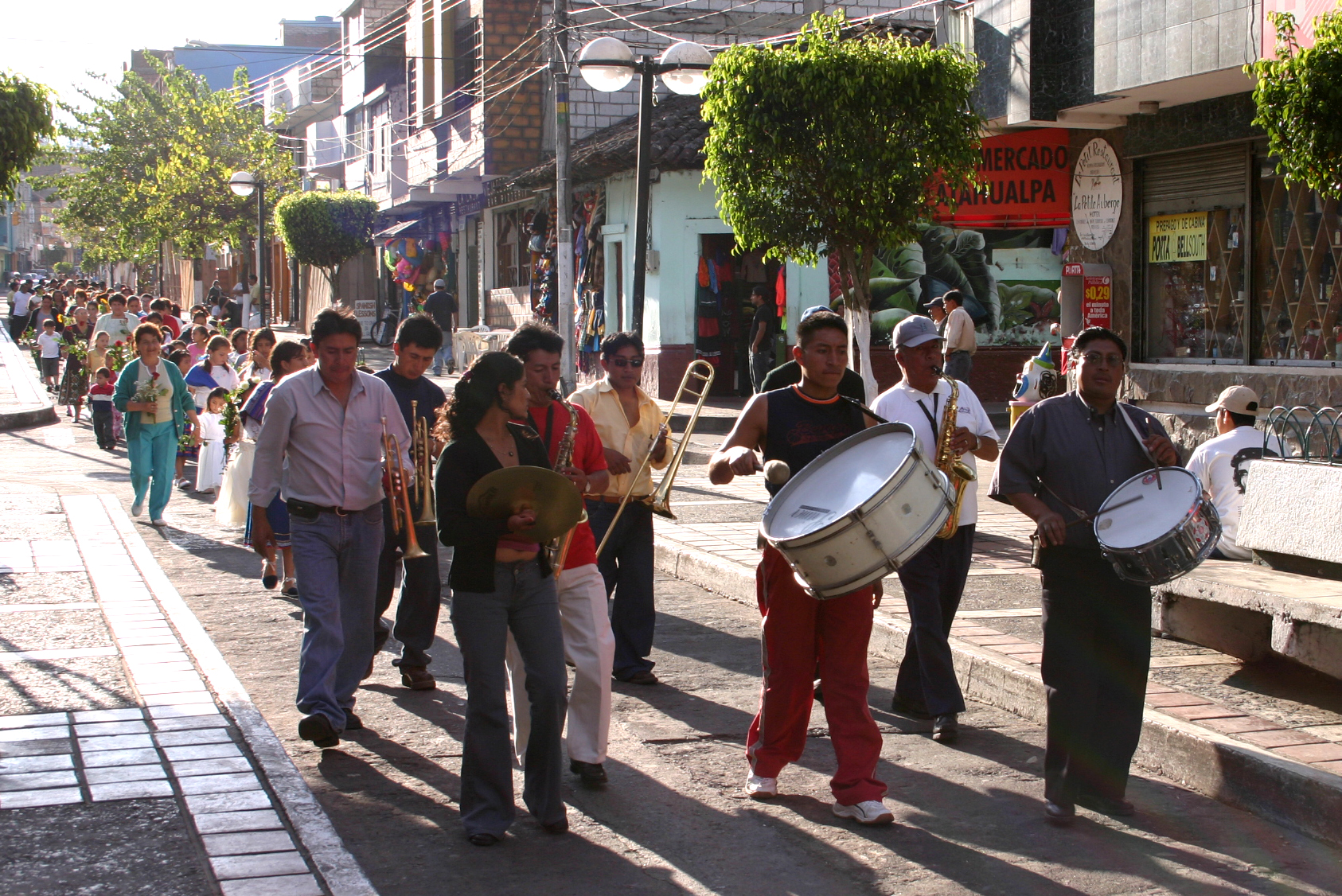
Processie ter ere van Nuestra Señora del Rosario de Agua Santa. Oktober 2005.

De beschermheilige van Baños is Nuestra Señora del Rosario de Agua Santa (Onze Vrouwe van de Rozenkrans van het Heilige Water). Volgens overlevering beschermt zij de bewoners van Baños en reizigers van en naar de stad tegen onheil. Zo had zij de hand in de bescherming van de kerk bij de vulkaanuitbarsting in 1773, waardoor veel bewoners overleefden. Ook redde ze in 1889 een reiziger die onder de uitroep “Madre mía de Agua Santa!” (“Mijn Moeder van het Heilige Water!”) door het breken van een touwbrug een val van 70 meter in de Pastaza-vallei maakte. Het meest recente wonder stamt uit 1980, toen bij een grote brand in Guayaquil een appartement bleef gespaard doordat de uit Baños afkomstige bewoner een afbeelding van Nuestra Señora del Rosario de Agua Santa aan de deur had bevestigd en haar aanriep om zijn woning te sparen.
Volgens overlevering biedt Nuestra Señora del Rosario de Agua Santa persoonlijke bescherming wanneer men negen dagen achtereen in de warme bronnen baadt en gedurende deze periode dagelijks een mis bijwoont en de rozenkrans bidt.
De bouw van het aan haar gewijde klooster Monasterio del Rosario de Agua Santa werd in 1904 gestart, op initiatief van Thomas Cornelis Halflants. In de kerk van dit klooster hangen grote muurschilderingen die de wonderen die zij heeft verricht uitbeelden. In 1997 werd het klooster door de regering van Ecuador uitgeroepen tot cultureel erfgoed.
In oktober wordt Nuestra Señora del Rosario de Agua Santa geëerd. Van 7 tot 30 oktober vertrekt er dagelijks uit steeds een andere buurt of nabijgelegen dorp een processie naar het klooster, ter ere van de beschermheilige. De groepen proberen elkaar dan te overtreffen in omvang, aankleding en muzikaliteit.

## Museum

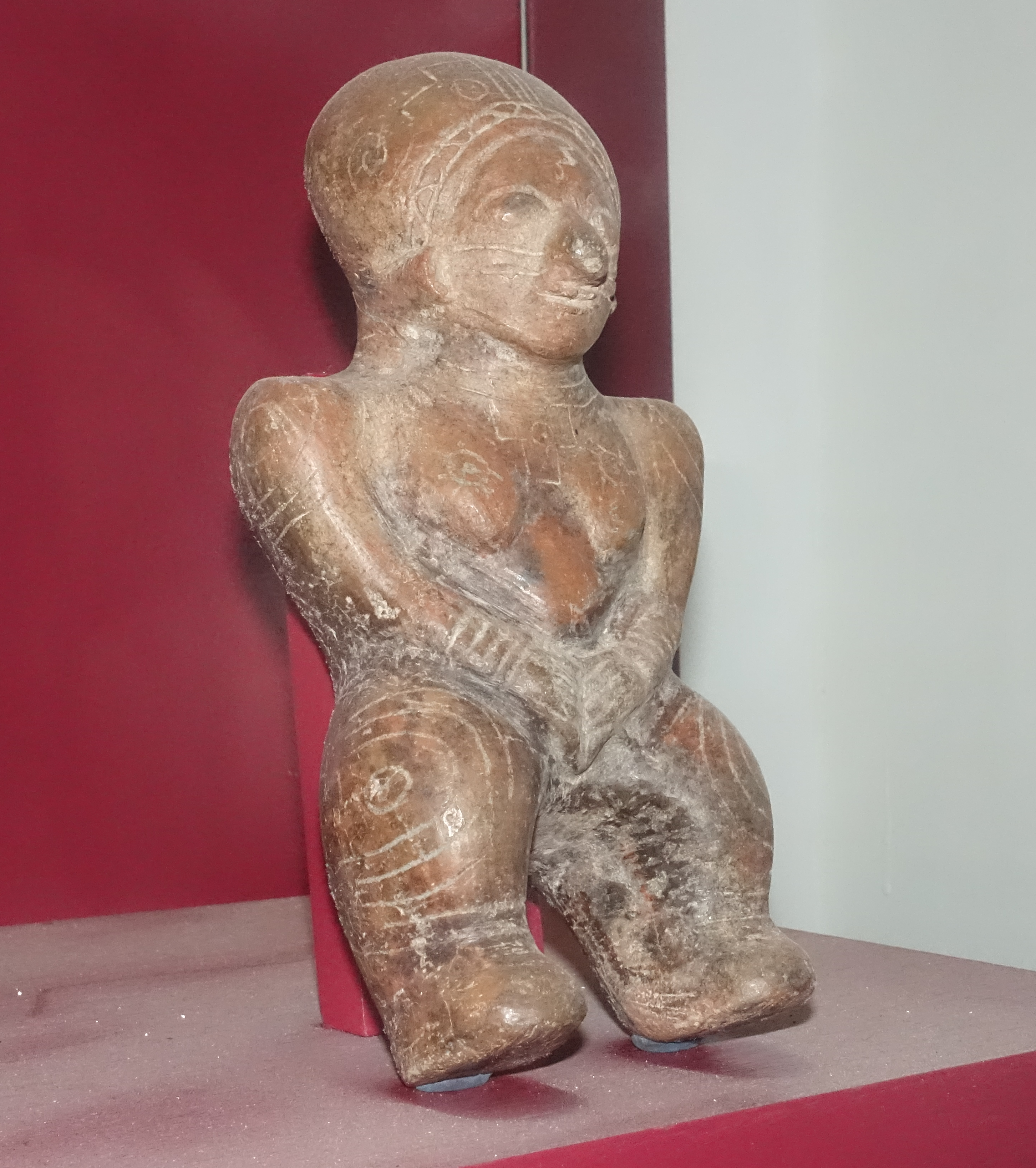
Masturberende vrouw - Precolombiaanse kunst in het Museo Fray Enrique Mideros

In het bovengenoemde kloostergebouw is op de verdieping boven de kloostergang een museum gevestigd, het Museo Fray Enrique Mideros. Het museum bevat schilderijen van deze frater, maar daarnaast ook een curieuze verzameling van allerhande volkskunst, jurken die gedragen zijn door het beeld van Señora del Rosario de Agua Santa, allerlei opgezette dieren, slangen en andere dieren op sterk water, oude schrijfmachines, votiefschildjes, lampen en vazen. Het meest bezienswaardig is een verzameling precolombiaans aardewerk.

## Economie

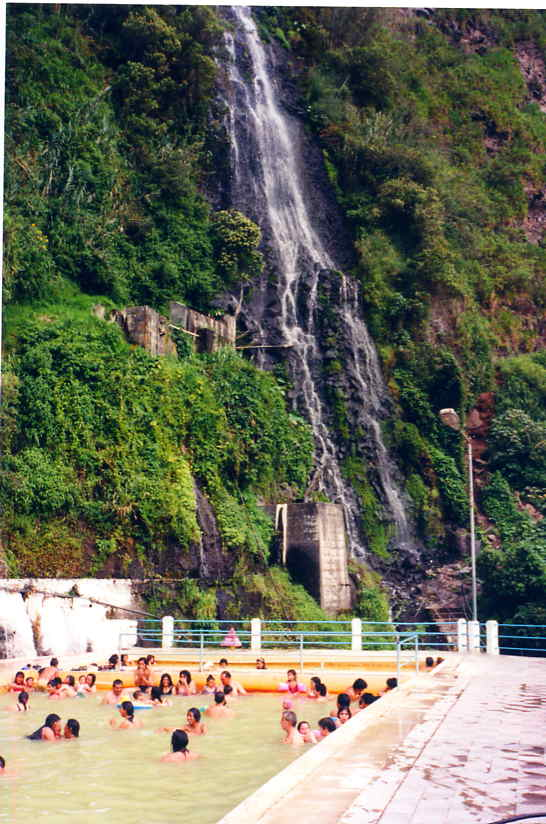
Warmwaterbronnen trekken toeristen naar Baños.

Baños profiteert nog steeds van de strategische positie tussen het Amazonegebied en het meer toegankelijke Andesgebergte. Westerse toeristen gebruiken het stadje als laatste stop voordat ze het Amazonegebied intrekken. Bovendien worden ze aangetrokken door de sportieve mogelijkheden in, op en boven de Pastaza-rivier. Baños wordt ook door toeristen uit Ecuador zelf regelmatig bezocht. Zij komen vooral vanwege de warmwaterbronnen.
In de omgeving van Baños wordt vooral suikerriet verbouwd.
In 1980 werd besloten tot de bouw van een stuwdam in de rivier de Pastaza, op ongeveer zeven kilometer van het centrum van Baños. In 1982 werd met de bouw begonnen. De dam kreeg de naam van de nabijgelegen waterval: Agoyán. In 1987 werd de waterkrachtcentrale in gebruik genomen. Voor de werkgelegenheid in Baños was dat een belangrijke impuls.

## Vervoer
Baños is bereikbaar over de weg vanaf Ambato, Riobamba en Puyo. Het busvervoer over deze routes is zeer frequent en veel bussen rijden ook verder dan deze drie steden. De weg naar Riobamba kan wegens activiteit van de Tungurahua zijn afgesloten, waardoor vervoer naar die stad dan minder eenvoudig is. Het busstation is in 1972 gebouwd. Lokale bussen rijden, minder frequent, naar nabijgelegen dorpen.
Het stadje beschikt over twee taxi-standplaatsen.

## Onderwijs
Op 1 oktober 1886 werd in Baños op de plek waar tegenwoordig het gemeentehuis staat de eerste openbare school gebouwd, bestaande uit twee lokalen: een voor jongens en een voor meisjes. Tot die tijd werd onderwijs voornamelijk verzorgd door de dominicanen, die beschikten over een jongensschool en een meisjesschool.
Tegenwoordig beschikt Baños over meerdere scholen voor lager en middelbaar onderwijs, in dag- en avondopleidingen.